# Galeandra dives
Galeandra dives là một loài phong lan.

## Hình ảnh

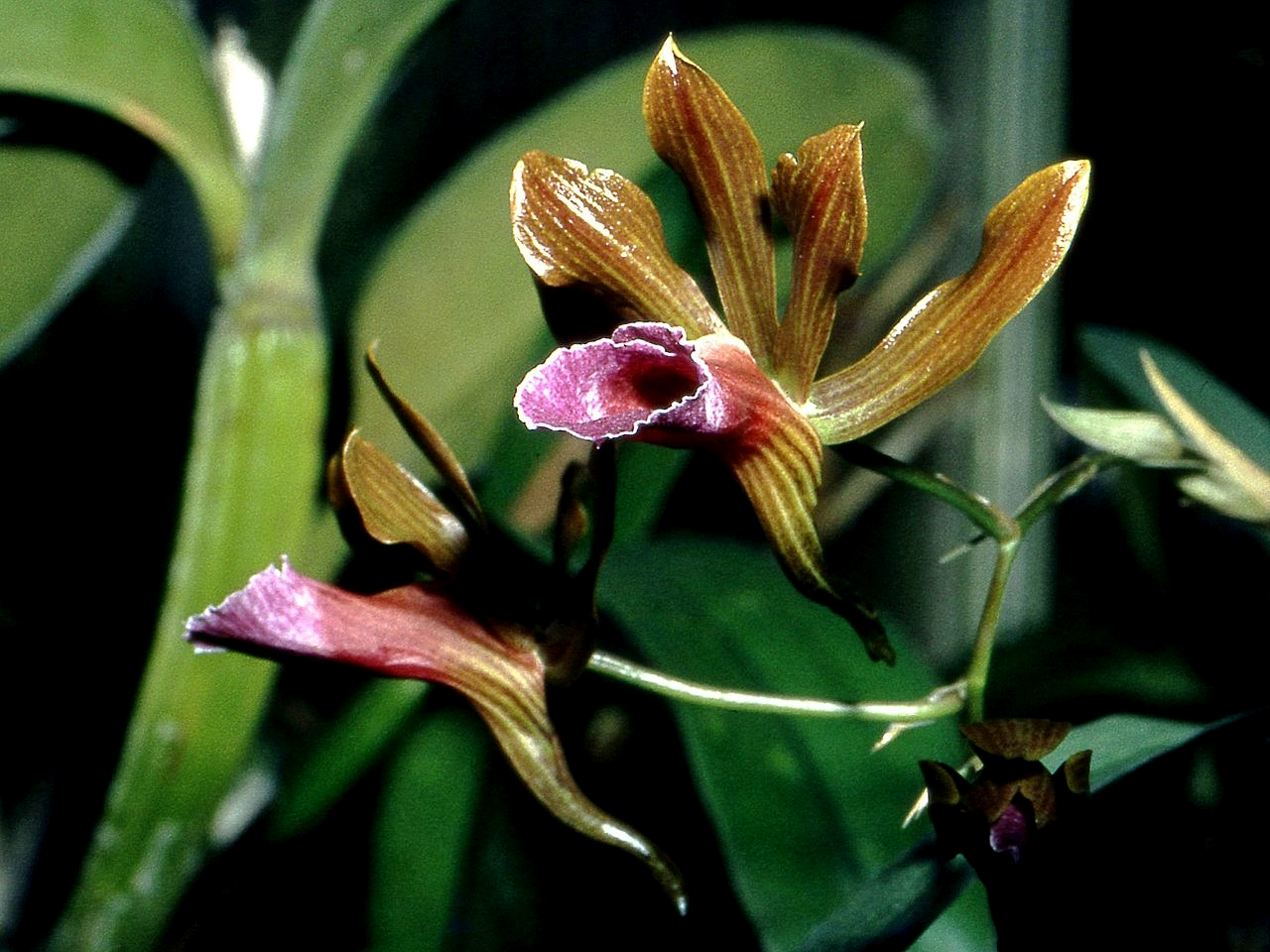
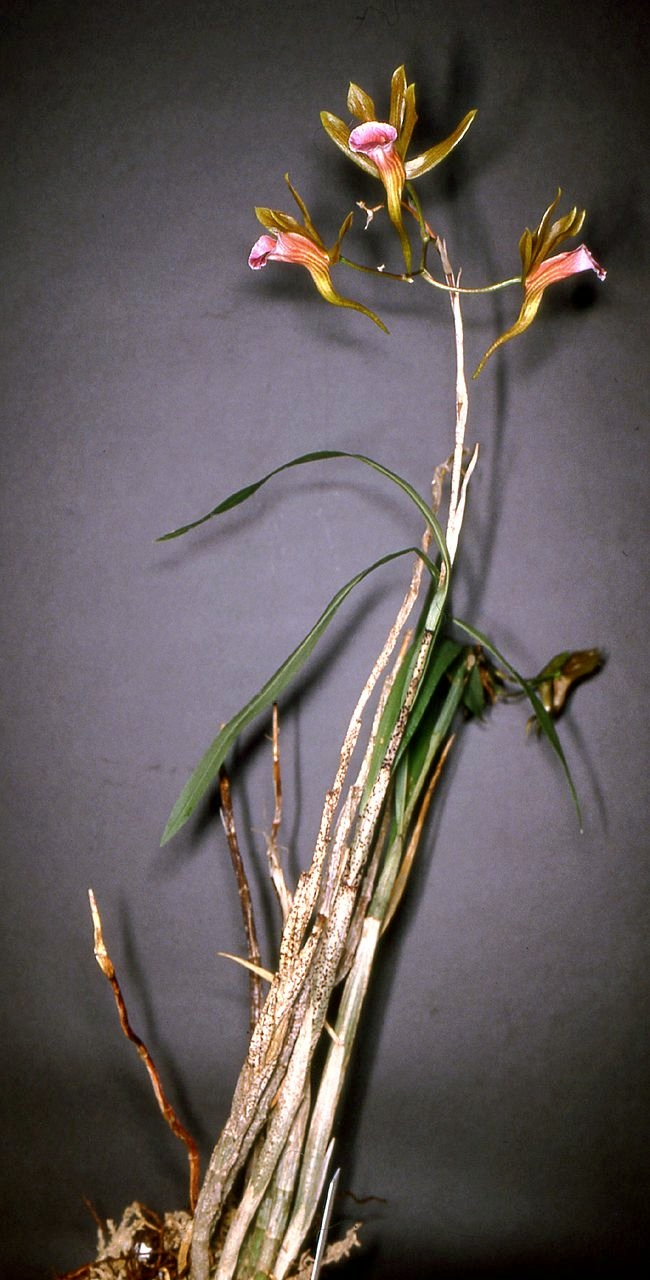
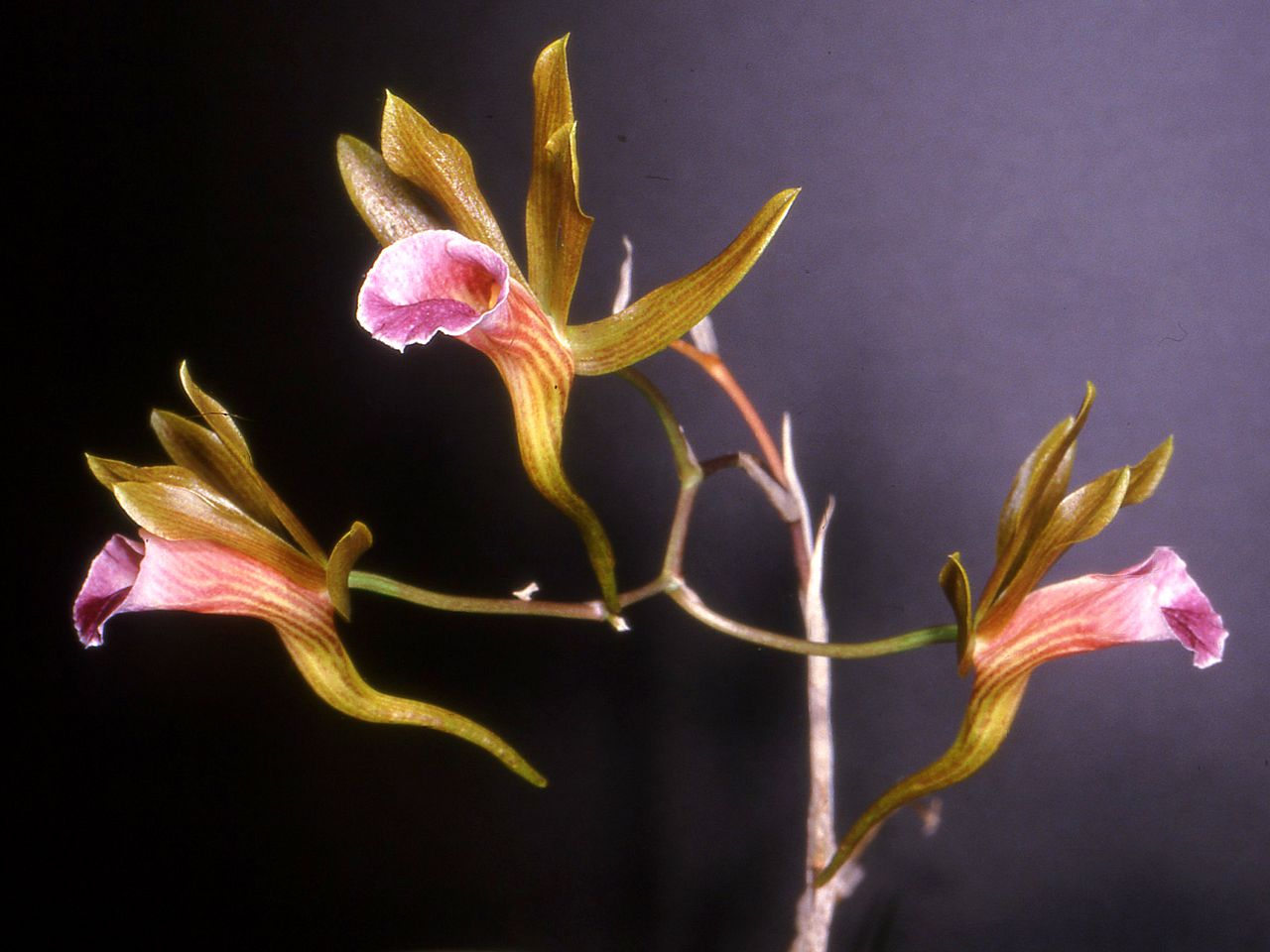
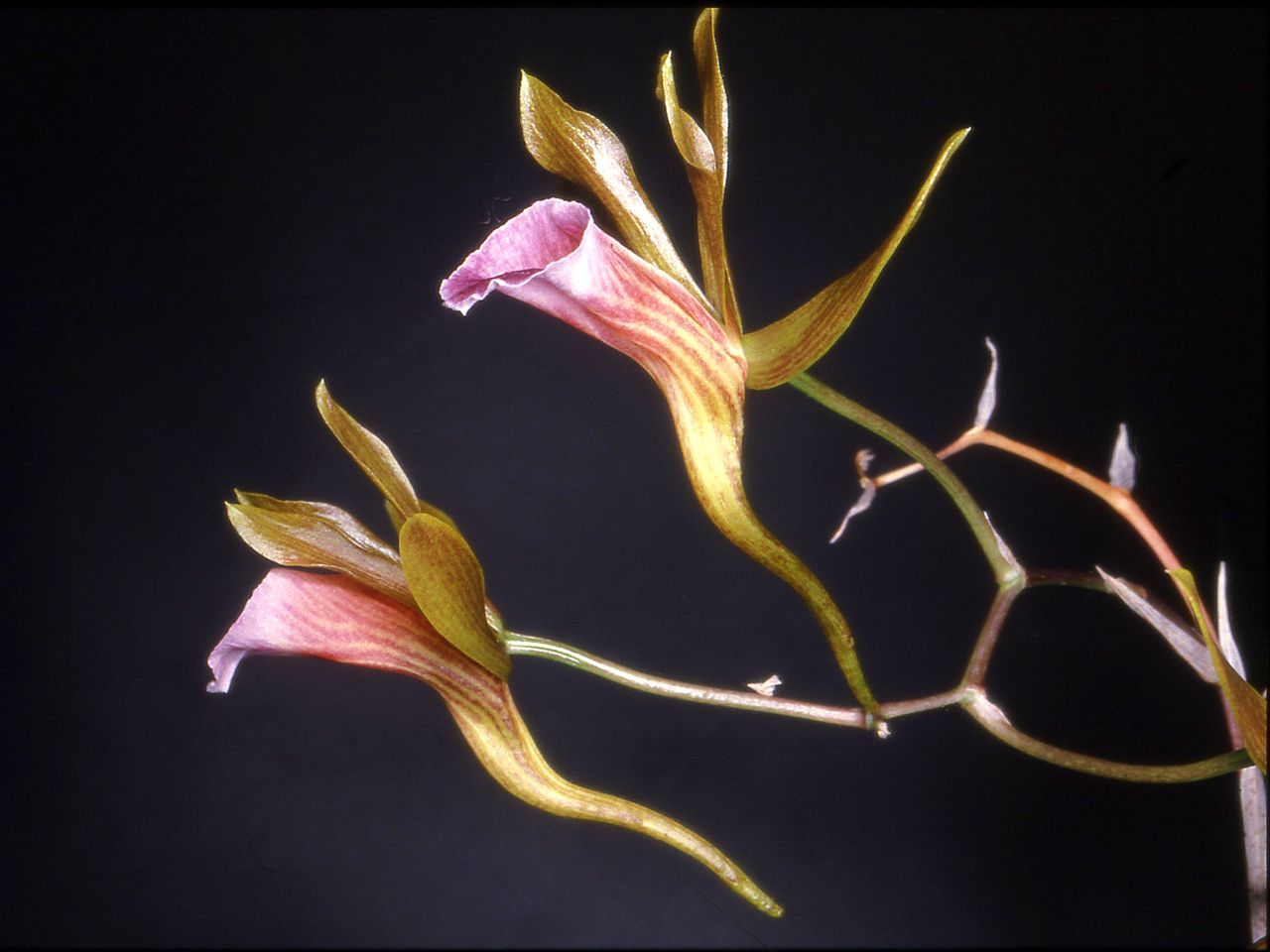